# Simona Păucă

Simona Păucă, née le 19 septembre 1969 à Azuga dans le județ de Prahova est une ancienne gymnaste roumaine. Elle est notamment double médaille d'or et médaillée de bronze aux jeux olympiques de Los Angeles en 1984. 

## Palmarès

### Jeux olympiques
- Los Angeles 1984
  -  Médaille d'or au concours par équipes
  -  Médaille de bronze au concours général individuel
  -  Médaille d'or à la poutre